# Chiara Tarantino
Chiara Tarantino (Corato, 14 de agosto de 2003) es una deportista italiana que compite en natación. Ganó una medalla de plata en el Campeonato Europeo de Natación en Piscina Corta de 2023, en la prueba de 4 × 50 m libre.

## Palmarés internacional
| Campeonato Europeo en Piscina Corta | Campeonato Europeo en Piscina Corta | Campeonato Europeo en Piscina Corta | Campeonato Europeo en Piscina Corta |
| Año                                 | Lugar                               | Medalla                             | Prueba                              |
| ----------------------------------- | ----------------------------------- | ----------------------------------- | ----------------------------------- |
| 2023                                | Otopeni (Rumania)                   | Medalla de plata                    | 4 × 50 m libre                      |